# Henarejos
Henarejos è un comune spagnolo di 169 abitanti situato nella comunità autonoma di Castiglia-La Mancia.